# اتحادیه زنان عراق
اتحادیه زنان عراق (به انگلیسی: Iraqi Women's League) یک سازمان زنان عراقی بود که در دههٔ ۱۹۵۰ تأسیس شد.
به قدرت رسیدن صدام حسین در سال ۱۹۷۹ سبب سرکوب اعضای اتحادیه شد و قعالیت‌های آن به ناچار به صورت زیرزمینی دنبال شد. اقبال قزوینی نویسندهٔ عراقی به عنوان نمایندهٔ اتحادیه در فدراسیون دموکراتیک بین‌المللی زنان در سال ۱۹۷۸ در برلین شرقی در تبعید ماند.
پس از سقوط صدام فعالیت‌های اتحادیه پیگیری شد و در اوت ۲۰۰۳ تعداد اعضای آن به پانصد زن رسید، اگرچه بسیاری از اعضای جوان‌تر تجربهٔ سازمانی نداشتند.